# Ministerio del Poder Popular para Vivienda y Hábitat

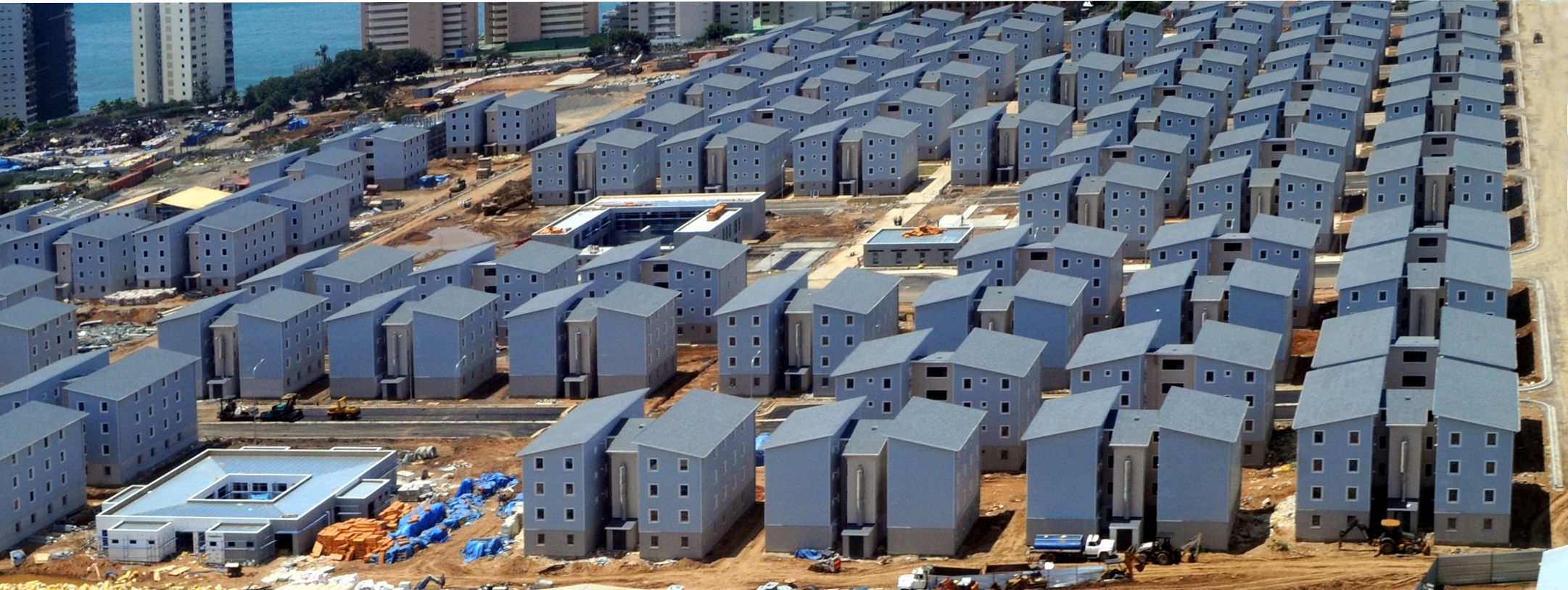
Casas construidas por el gobierno de Chávez en La Guaira, Venezuela

El Ministerio del Poder Popular para Habitat y Vivienda (MIMNHVI) de Venezuela nació bajo el decreto 3570 y fue publicado en la Gaceta Oficial de Venezuela con número 38162 el 8 de abril de 2005. 
En 2009 el Ministerio del Poder Popular para la Infraestructura y el Ministerio del Poder Popular para Vivienda y Hábitat, fueron fusionados con el Ministerio del Poder Popular para las Obras Públicas y Vivienda (MOPVI). En 2010, por decreto 7513, se suprime el Ministerio de Obras Públicas y Vivienda y fue creado el Ministerio del Poder Popular para Transporte y Comunicaciones, y el Ministerio del Poder Popular para Vivienda y Hábitat. 
El 2 de septiembre de 2014 el presidente Nicolás Maduro decreta la fusión de esta entidad ministerial con el entonces Ministerio del Poder Popular para el Ambiente formando así el Ministerio del Poder Popular para Vivienda, Hábitat y Ecosocialismo. Luego de transcurrido pocos meses el 7 de abril de 2015, en Gaceta Oficial 40.634, el presidente Maduro resuelve decretar la supresión del MPPVHE para restablecer el Ministerio del Poder Popular para la Vivienda y Hábitat y el Ministerio de Ambiente, pero este último bajo la denominación de Ministerio del Poder Popular para Ecosocialismo y Aguas.

## Estructura del Ministerio
- Viceministerio de Planificación y Políticas del Sistema Nacional de Vivienda y Hábitat
- Viceministerio de Articulación y Gestión del Sistema Nacional de Vivienda y Hábitat

## Ministros
| Orden | Nombre                               | Período     | Presidente           |  |
| ----- | ------------------------------------ | ----------- | -------------------- |  |
| 1     | Robert Padilla Fernández             | 1977 - 1979 | Carlos Andrés Pérez  |  |
| 1     | Orlando Orozco                       | 1979 - 1982 | Luis Herrera Campins |  |
| 2     | María Cristina Maldonado             | 1982 - 1984 | Luis Herrera Campins |  |
| 1     | Luis Maniel Manzanilla               | 1984 - 1985 | Jaime Lusinchi       |  |
| 2     | Otto Hernández Pieretti              | 1985 - 1987 | Jaime Lusinchi       |  |
| 3     | Francisco Montbrun                   | 1987 - 1989 | Jaime Lusinchi       |  |
| 1     | Luis Penzini Fleury                  | 1989 - 1992 | Carlos Andrés Pérez  |  |
| 2     | Diógenes Mujica                      | 1992 - 1993 | Carlos Andrés Pérez  |  |
| 1     | Henry Jatar Senior                   | 1993 - 1994 | Rafael Caldera       |  |
| 1     | Diógenes Mujica                      | 1994        | Rafael Caldera       |  |
| 2     | Diógenes Mujica                      | 1994 - 1997 | Rafael Caldera       |  |
| 3     | Diógenes Mujica                      | 1997 - 1998 | Rafael Caldera       |  |
| 4     | Diógenes Mujica                      | 1998 - 1999 | Rafael Caldera       |  |
| 1     | Julio Montes                         | 2005 - 2004 | Hugo Chávez          |  |
| 2     | Luis Figueroa                        | 2005 - 2006 | Hugo Chávez          |  |
| 3     | Ramón Carrizalez                     | 2006 - 2007 | Hugo Chávez          |  |
| 4     | Jorge Pérez                          | 2007 - 2008 | Hugo Chávez          |  |
| 5     | Edith Gómez                          | 2008        | Hugo Chávez          |  |
| 6     | Francisco Sesto                      | 2008 - 2009 | Hugo Chávez          |  |
| 7     | Diosdado Cabello                     | 2009 - 2010 | Hugo Chávez          |  |
| 8     | Ricardo Molina                       | 2010 - 2013 | Hugo Chávez          |  |
| 1     | Ricardo Molina                       | 2013 - 2015 | Nicolás Maduro       |  |
| 2     | Manuel Quevedo                       | 2015 - 2017 | Nicolás Maduro       |  |
| 3     | Ildemaro Moisés Villarroel Arismendi | 2017 - 2019 | Nicolás Maduro       |  |
| 4     | Raul Paredes                         | 2024 - 2025 | Nicolás Maduro       |  |
| 5     | Raul Paredes                         | 2025 -      | Nicolás Maduro       |  |